# Lemmus lemmus
El lemming vulgar o lemming de Noruega (Lemmus lemmus) es una especie de roedor miomorfo de la familia Cricetidae. Su área de distribución comprende Noruega, Suecia, el norte de Finlandia y la península de Kola (Rusia).
El lemming de Noruega habita en la tundra y las estivas, y prefiere vivir cerca del agua. Los adultos se alimentan principalmente de cárices, pastos y musgos. Son activos tanto de día como de noche, alternando siestas con períodos de actividad.

## Descripción

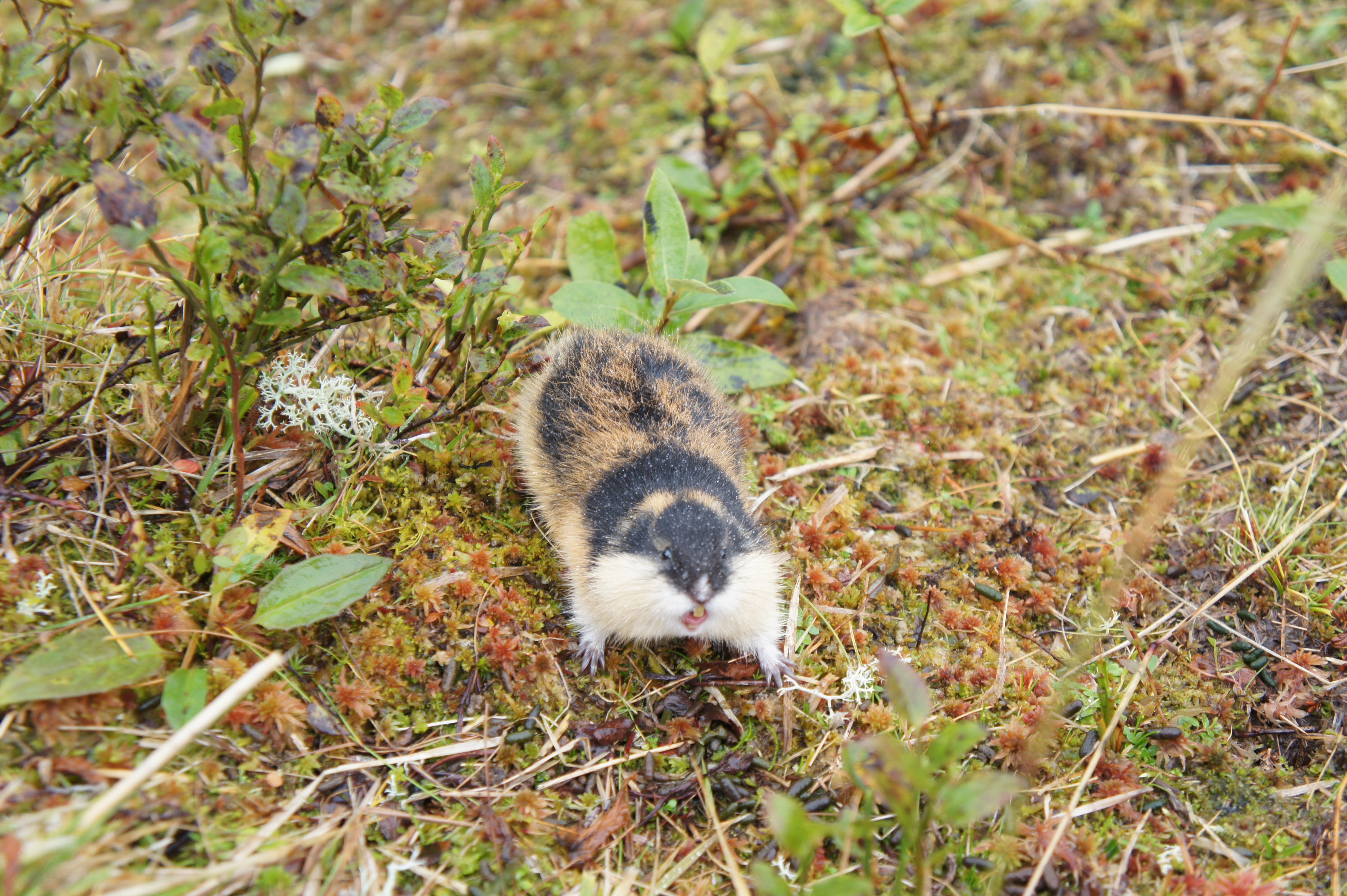
Lemming

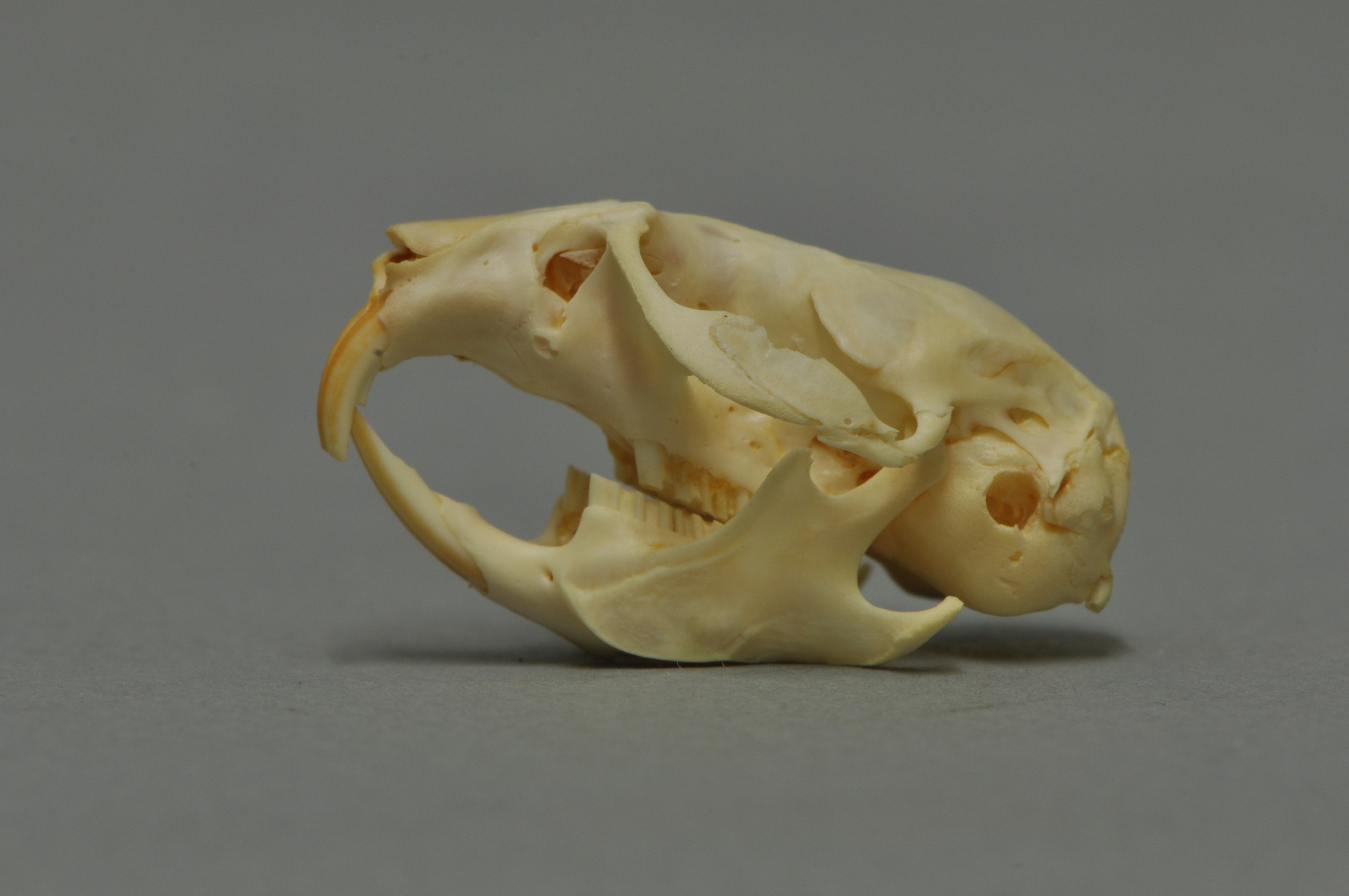
Cráneo de un lemming de Noruega.

El lemming de Noruega tiene un pelaje con patrón de colores del negro al amarillo-marrón, que es variable entre individuos. Alcanza los 155 mm de largo. Su cola es muy corta (10 – 19 mm). Pesa hasta 130 g. Su fórmula dentaria es 1/1, 0/0, 3/3.

## Comportamiento
El lemming de Noruega tiene un ciclo demográfico dramático de tres a cuatro años, en el que la población de la especie aumenta periódicamente a niveles insostenibles, lo que lleva a una alta mortalidad, lo que hace que la población vuelva a colapsar.
El lemming de Noruega pasa el invierno en nidos bajo la nieve. Cuando comienza el deshielo de la primavera y la nieve comienza a colapsar, deben migrar a un terreno más alto, donde la nieve todavía es lo suficientemente firme para la seguridad, o, más comúnmente, a un terreno más bajo, donde pasan los meses de verano. En otoño, deben cronometrar cuidadosamente su movimiento de regreso a un terreno protegido más alto, dejando después de que la cubierta de nieve alpina esté disponible para sus madrigueras y nidos, y antes de que las tierras bajas se vuelvan inhabitables por las heladas y el hielo.
Cuando las estaciones son particularmente buenas (inviernos cortos sin deshielos o heladas inesperadas y veranos largos), la población del lemming de Noruega puede aumentar exponencialmente: alcanzan la madurez sexual menos de un mes después del nacimiento y se reproducen durante todo el año si las condiciones son adecuadas, produciendo una camada de seis a ocho jóvenes cada tres o cuatro semanas. Siendo criaturas solitarias por naturaleza, los lemmings más fuertes expulsan a los más débiles y jóvenes mucho antes de que ocurra una escasez de alimentos. Los jóvenes lemmings se dispersan en direcciones aleatorias en busca de territorio vacante. Cuando las características geográficas restringen sus movimientos y los canalizan hacia un corredor relativamente estrecho, se pueden acumular grandes cantidades, lo que genera fricción social, angustia y, finalmente, un pánico masivo que puede seguir, donde huyen en todas las direcciones. Los lemmings migran, y en cantidades importantes a veces, pero la marcha deliberada hacia el mar es falsa.